# Даяо
Дая́о (кит. упр. 大姚, пиньинь Dàyáo) — уезд Чусюн-Ийского автономного округа провинции Юньнань (КНР).

## История
Уезд был создан после завоевания Дали монголами и вхождения этих мест в состав империи Юань, в 1274 году.
В 1913 году из уезда Даяо был выделен уезд Яньфэн (盐丰县).
В 1929 году из уезда Даяо был выделен уезд Юнжэнь.
После вхождения провинции Юньнань в состав КНР в 1950 году был образован Специальный район Чусюн (楚雄专区), и уезды Даяо и Яньфэн вошли в его состав.
Постановлением Госсовета КНР от 18 октября 1957 года Специальный район Чусюн был преобразован в Чусюн-Ийский автономный округ.
В сентябре 1960 года уезды Юнжэнь, Яньфэн и Яоань были присоединены к уезду Даяо. В марте 1962 года уезды Юнжэнь и Яоань были воссозданы.

## Административное деление
Уезд делится на 8 посёлков, 3 волости и 1 национальную волость.